# Bezunesh Bekele
Pour les articles homonymes, voir Bekele.
Bezunesh Bekele (née le 29 janvier 1983 à Addis-Abeba) est une athlète éthiopienne, spécialiste du fond et du marathon.
Son record sur marathon est de 2 h 23 min 9 s à Dubaï le 18 janvier 2008, mais elle a couru le marathon de Londres en 2 h 23 min 42 s le 17 avril 2011 et en 2 h 23 min 17 s en 2010. 5e lors des Championnats d'Afrique à Bambous en 2006 sur 10 000 m, elle termine 16e des Championnats du monde de Berlin sur marathon, en 2 h 30 min 3 s. Son résultat le plus éclatant est une quatrième place lors des Championnats du monde à Daegu, derrière trois Kényanes, en 2 h 29 min 21 s.